# Molophilus bruchi
Molophilus bruchi är en tvåvingeart som beskrevs av Alexander 1923. Molophilus bruchi ingår i släktet Molophilus och familjen småharkrankar. Inga underarter finns listade i Catalogue of Life.